# Saint-Jean-du-Pin
Saint-Jean-du-Pin – miejscowość i gmina we Francji, w regionie Oksytania, w departamencie Gard.
Według danych na rok 1990 gminę zamieszkiwało 1231 osób, a gęstość zaludnienia wynosiła 88 osób/km² (wśród 1545 gmin Langwedocji-Roussillon Saint-Jean-du-Pin plasuje się na 296. miejscu pod względem liczby ludności, natomiast pod względem powierzchni na miejscu 570.).